# René Tardy
Pour les articles homonymes, voir Tardy.
René Tardy, né le 24 juin 1908 à Mornag et mort en déportation le 17 septembre 1943 à Berlin, est un agriculteur et résistant français, compagnon de la Libération.
Vivant en Tunisie, il choisit de se rallier à la France libre au début de la Seconde Guerre mondiale et fait partie des réseaux clandestins de renseignement qui assistent les troupes alliées dans la conquête de l'Afrique du Nord. Arrêté sur dénonciation, il est déporté en Allemagne et meurt lors de ses interrogatoires.

## Biographie

### Jeunesse et engagement
Fils d'agriculteurs, René Tardy naît le 24 juin 1908 à Mornag en Tunisie. Sa famille, d'origine savoyarde, s'était installée dans le pays en 1887,. D'abord scolarisé à l'Institut des frères maristes de Tunis, il poursuit ensuite ses études à Chambéry, au sein de l'Institut de Notre-Dame de la Villette, puis les termine par une année de philosophie à Alger, à l'Institut de Notre-Dame d'Afrique. Suivant les traces paternelles, il travaille pendant 17 ans dans l'exploitation familiale, où il est chargé de l'entretien du vignoble. S'investissant dans la vie locale, il devient membre du syndicat des fruits et primeurs et du bureau de défense des agriculteurs.

### Seconde Guerre mondiale
Après l'armistice du 22 juin 1940, René Tardy s'investit dans la lutte contre les forces de l'Axe et le régime de Vichy en intégrant le réseau d'André Mounier. À la suite du démantèlement de celui-ci en juin 1941, Tardy monte son propre réseau de résistance et recueille les agents de renseignement alliés. Il parvient ainsi à transmettre aux autorités britanniques basées à Malte de précieuses informations qui faciliteront le débarquement allié en Afrique du Nord lors de l'opération Torch en novembre 1942. Les troupes allemandes occupant le territoire pour contrer ce débarquement, René Tardy est contraint de travailler dans une clandestinité totale mais, intégré au réseau de renseignement Air Tunisie, continue cependant de fournir un grand nombre de renseignements aux Alliés, contribuant ainsi à la progression de leurs troupes en Algérie et en Tunisie,.
Victime d'une dénonciation, il est arrêté par la Gestapo à Tunis le 15 mars 1943. D'abord incarcéré à la kasbah de Tunis, il est transféré en Allemagne le 1er avril et déporté au camp de concentration d'Oranienbourg-Sachsenhausen. Emmené à la prison de la Gestapo sur l'Alexanderplatz de Berlin, il y meurt le 17 septembre 1943 des suites des mauvais traitements subis lors de ses interrogatoires et est inhumé sur place.
Le 7 mai 1944 à Tunis, son fils Bernard, âgé de huit ans, reçoit des mains du général de Gaulle la Croix de la Libération décernée à son père,. Deux ans plus tard, le frère de René Tardy retrouve le corps de celui-ci en Allemagne et le fait inhumer à Tunis le 4 juin 1946. Promu lieutenant-colonel à titre posthume en 1948, au titre de la France combattante, René Tardy est ré-inhumé à Aubenas-les-Alpes dans les Alpes-de-Haute-Provence,.

## Décorations
|  |  |  |

| Chevalier de la Légion d'honneur Par décret du 31 juillet 1942 | Chevalier de la Légion d'honneur Par décret du 31 juillet 1942 | Chevalier de la Légion d'honneur Par décret du 31 juillet 1942 | Compagnon de la Libération À titre posthume par décret du 4 mai 1944 | Compagnon de la Libération À titre posthume par décret du 4 mai 1944 | Compagnon de la Libération À titre posthume par décret du 4 mai 1944 | Croix de guerre 1939-1945 Avec une palme | Croix de guerre 1939-1945 Avec une palme | Croix de guerre 1939-1945 Avec une palme |

## Hommages
Son nom est inscrit sur une plaque commémorative à Aubenas-les-Alpes.